# Ischnopteris illineata
Ischnopteris illineata là một loài bướm đêm trong họ Geometridae.